# إف. بي ريد
إف. بي ريد (بالإنجليزية: F. P. Reed)‏ هو مدير فني أمريكي، ولد في 12 مايو 1870 في ويبينغ واتير في الولايات المتحدة، وتوفي في 7 فبراير 1942 في مقاطعة سان هواكوين في الولايات المتحدة.